# Cmentarz wojenny nr 200 – Tarnów-Chyszów
Cmentarz wojenny nr 200 – Tarnów-Chyszów – nieczynny, austriacki cmentarz wojenny z okresu I wojny światowej wybudowany przez Oddział Grobów Wojennych C. i K. Komendantury Wojskowej w Krakowie na terenie jego okręgu VI Tarnów.

## Lokalizacja
Cmentarz znajduje się w Tarnowie, w województwie małopolskim; w dzielnicy Chyszów, na zachód od centrum miasta. Położony jest przy ulicach Łukasiewicza i Chyszowskiej oraz linii kolejowej nr 115. Główne wejście znajduje się przy ulicy Łukasiewicza.

## Opis

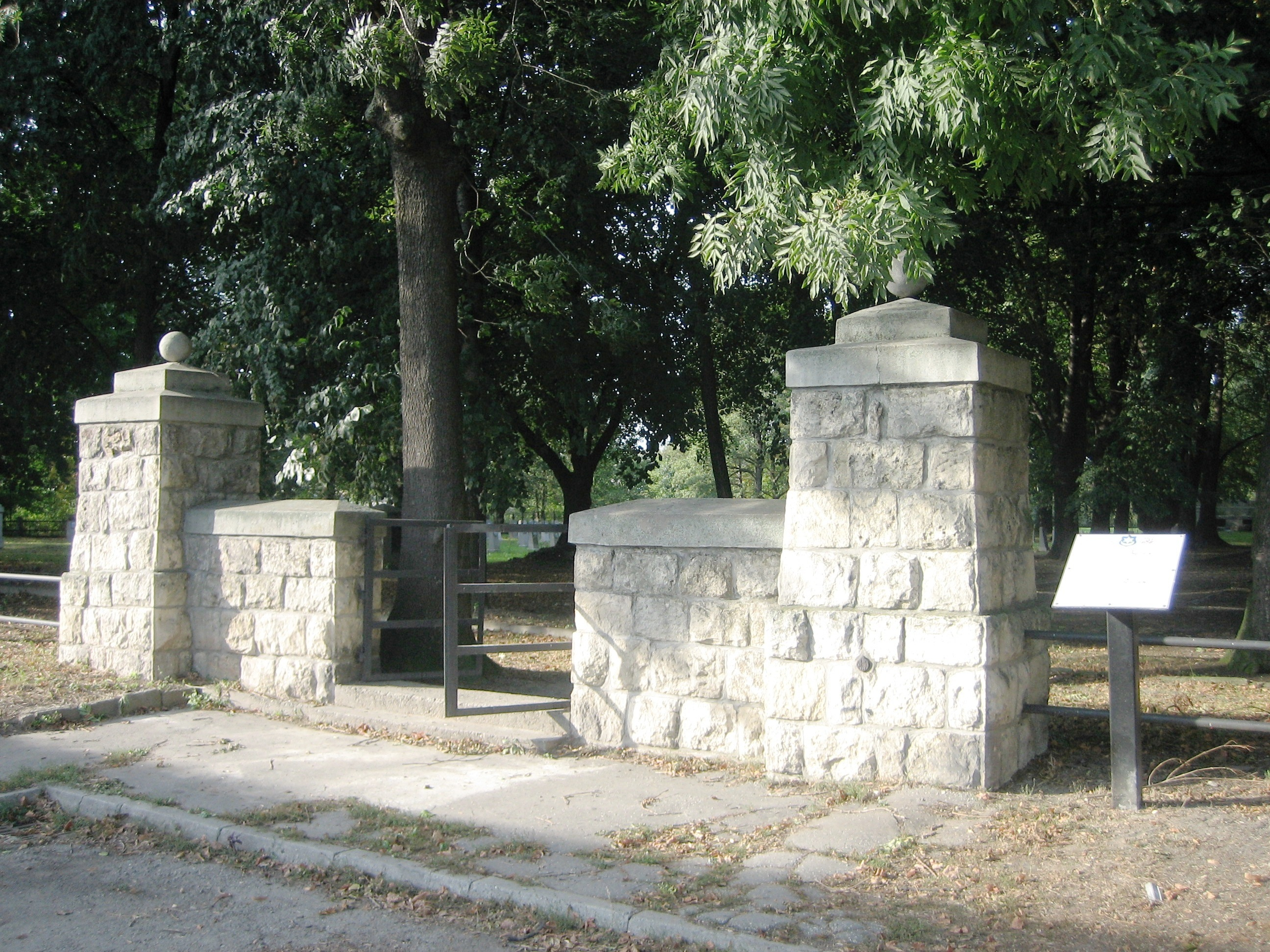
Brama wejściowa

Nekropolię zaprojektował Anton Müller na planie prostokąta o bokach ok. 90 × 84 m. Cmentarz został otwarty w 1915 roku.
Cmentarz posiada ogrodzenie wykonane ze stalowych rur wspartych na kamiennych słupkach. Wejście na cmentarz prowadzi przez niewielką dwuskrzydłową metalową furtkę osadzoną we fragmencie muru z kamienia. Za bramą ciągnie się obsadzona drzewami aleja główna.
Pomnik centralny znajduje się na końcu alei głównej. Ma on postać masywnej, schodkowej podstawy, nad którą góruje betonowy krzyż łaciński. Na pomniku nie umieszczono żadnej inskrypcji.
Nagrobki mają formę betonowych steli zwieńczonych żeliwnymi lub stalowymi krzyżami lotaryńskimi oraz łacińskimi. Na stelach zamocowano nieco wypukłe, emaliowane blaszane tabliczki z imiennymi inskrypcjami. Na cmentarzu znajduje się też kilka nagrobków w postaci niewysokich prostopadłościanów nakrytych czterospadowym daszkiem. Umieszczono na nich tablice z nazwiskami poległych.

## Pochowani
Na cmentarzu, w 129 grobach zbiorowych i 310 pojedynczych, pochowano 533 żołnierzy austro-węgierskich, 47 żołnierzy niemieckich, 760 żołnierzy rosyjskich oraz 4 żołnierzy serbskich i 9 żołnierzy włoskich. Nazwiska 595 poległych żołnierzy nie są znane.
W latach międzywojennych był to tarnowski cmentarz garnizonowy i chowano na nim żołnierzy polskich.